# Architetture civili di Palermo
Palermo è ricca di architetture civili sia storiche che moderne, sia residenziali che infrastrutturali.

## Architetture civili

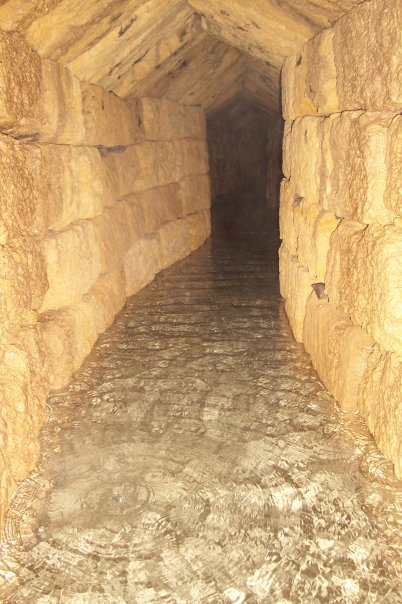
Qanat Gesuitico Basso.

Di particolare interesse sono i Qanat, imponente opera di ingegneria idraulica costruita nel sottosuolo della città a cavallo tra la dominazione araba e il periodo normanno. Tre canali sono percorribili e vengono organizzate visite guidate da parte di speleologi.

### Palazzi e Castelli
Al periodo normanno risalgono diversi castelli e palazzi costruiti dai sovrani normanni. Fra questi ricordiamo il Palazzo dei Normanni,

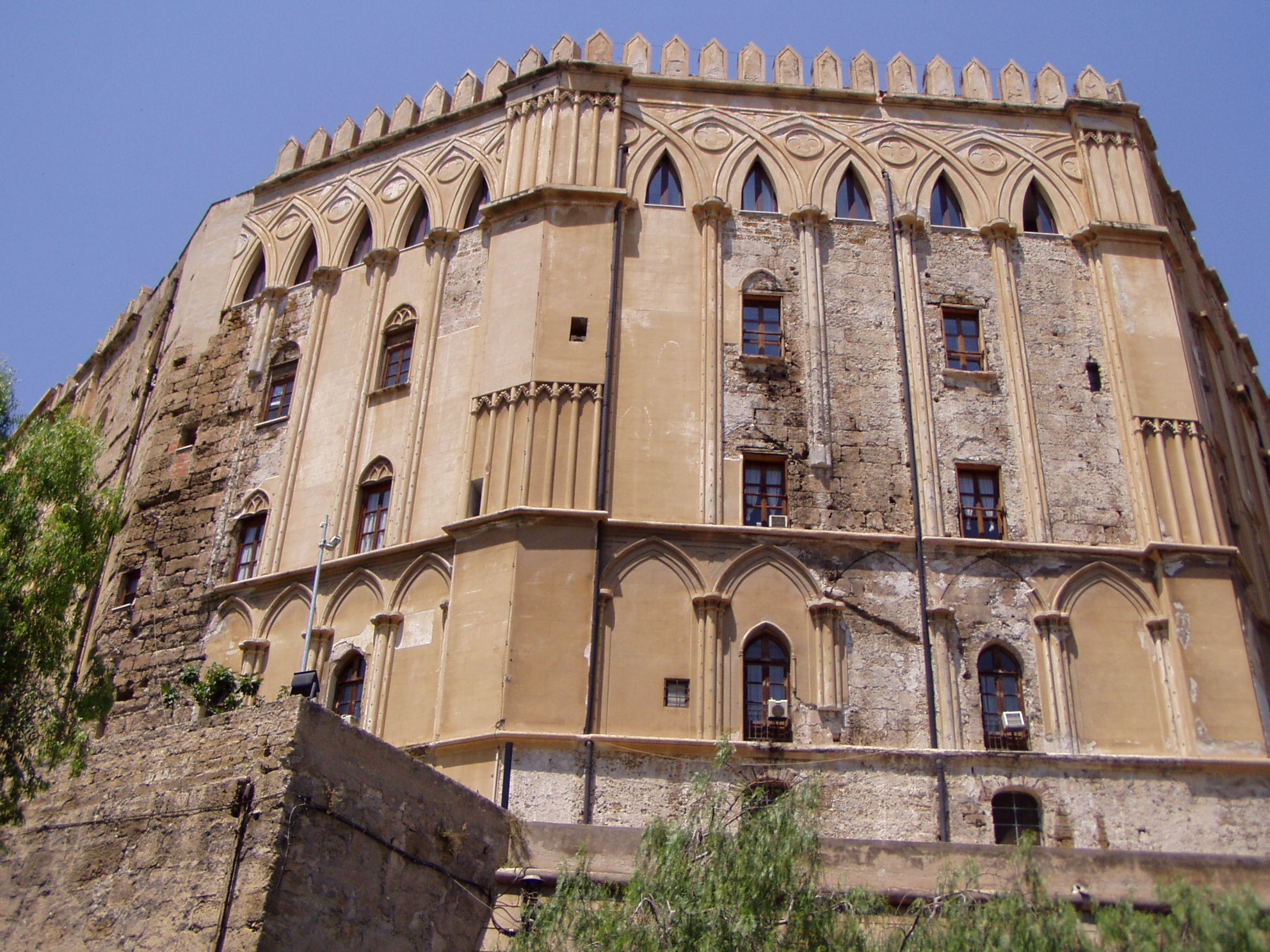
Palazzo dei Normanni, sede del Parlamento siciliano.

la più antica residenza reale d'Europa, dimora dei sovrani del Regno di Sicilia e sede imperiale di Federico II e Corrado IV, oggi sede dell'Assemblea Regionale Siciliana; e le residenze di villeggiatura: il Palazzo della Zisa

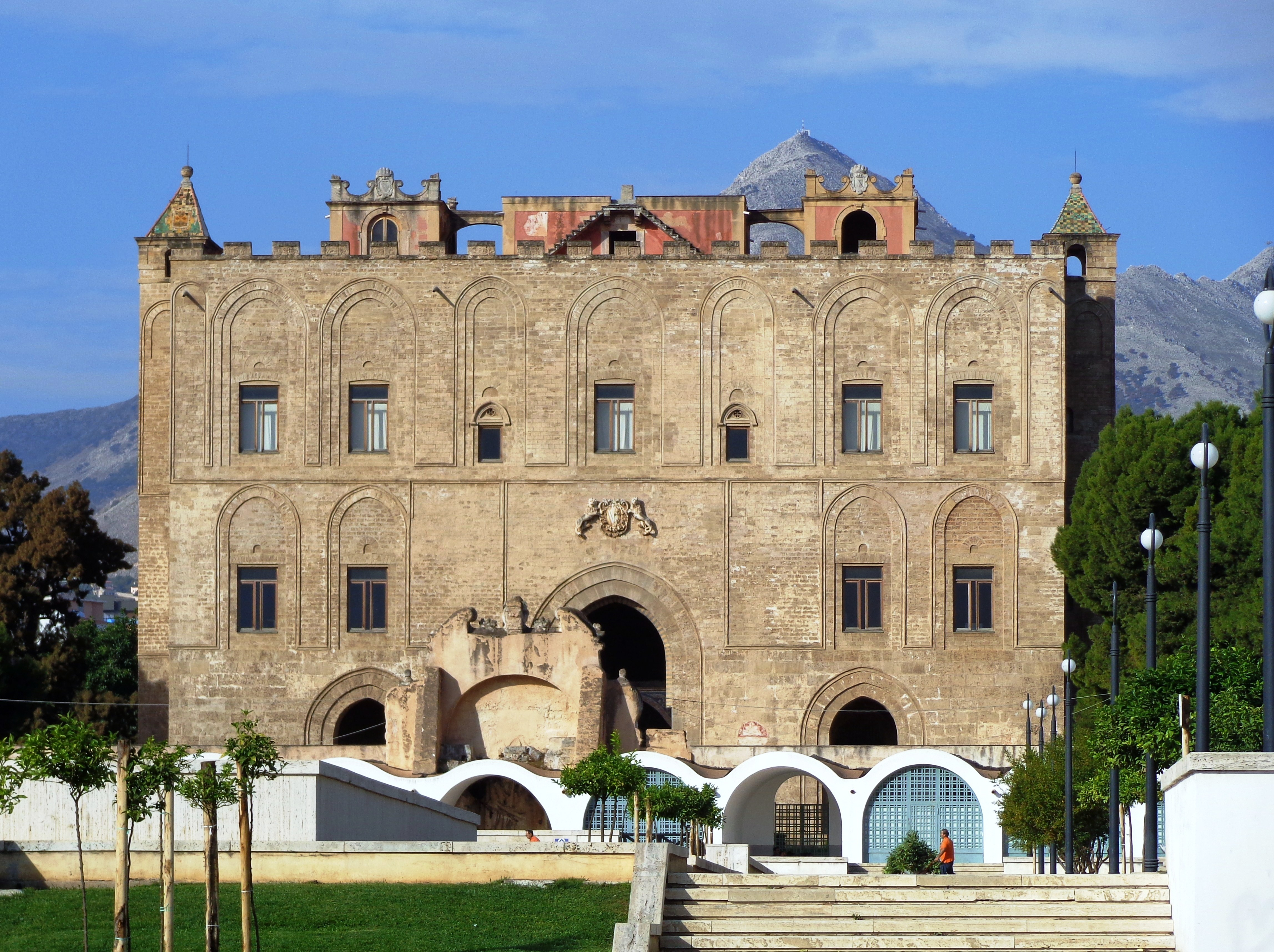
La Zisa: Facciata

e il suo sistema di fontane; il Palazzo della Cuba, dallo stile austero e severo; il castello di Maredolce, antico edificio normanno circondato dalle acque dell'omonimo lago e sito all'interno del Parco della Favara; il Castello dell'Uscibene, luogo di sollazzo estivo della curia situato nella parte ovest della città.

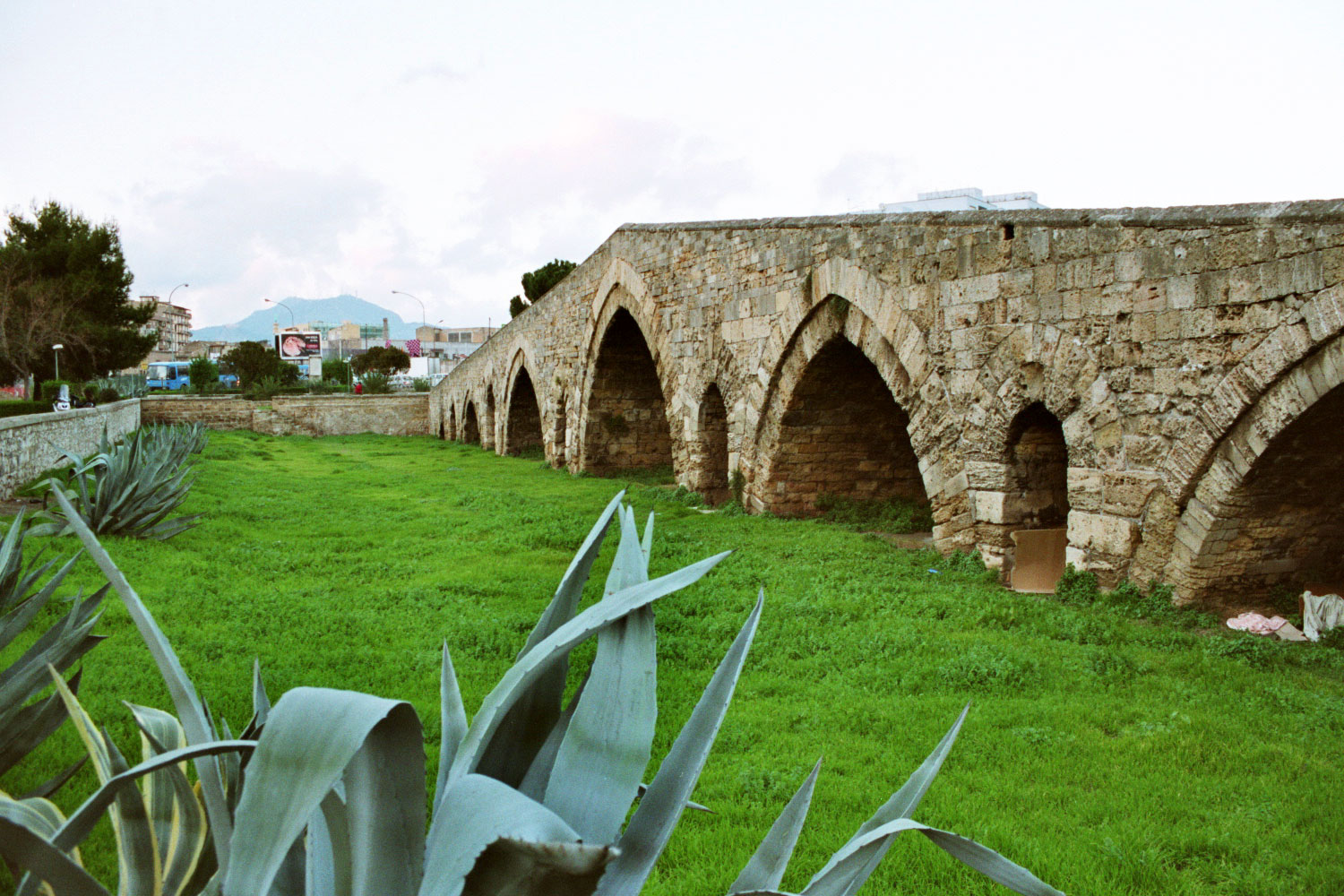
Ponte dell'Ammiraglio.

Agli edifici arabo-bizantino-normanni va affiancato il Ponte dell'Ammiraglio, del 1131, a dodici archi, eccezionale eredità della stessa epoca e dello stesso stile. Durante il dominio aragonese, la città si arricchisce di pregevoli palazzi nobiliari e chiese caratterizzati da un tipico gotico proveniente dal Regno di Aragona e dalla contea di Catalogna (il gotico catalano). Il Palazzo Sclafani,del 1330, fu costruito in prossimità del Palazzo Reale dal conte di Adernò (Adrano) Matteo Sclafani.

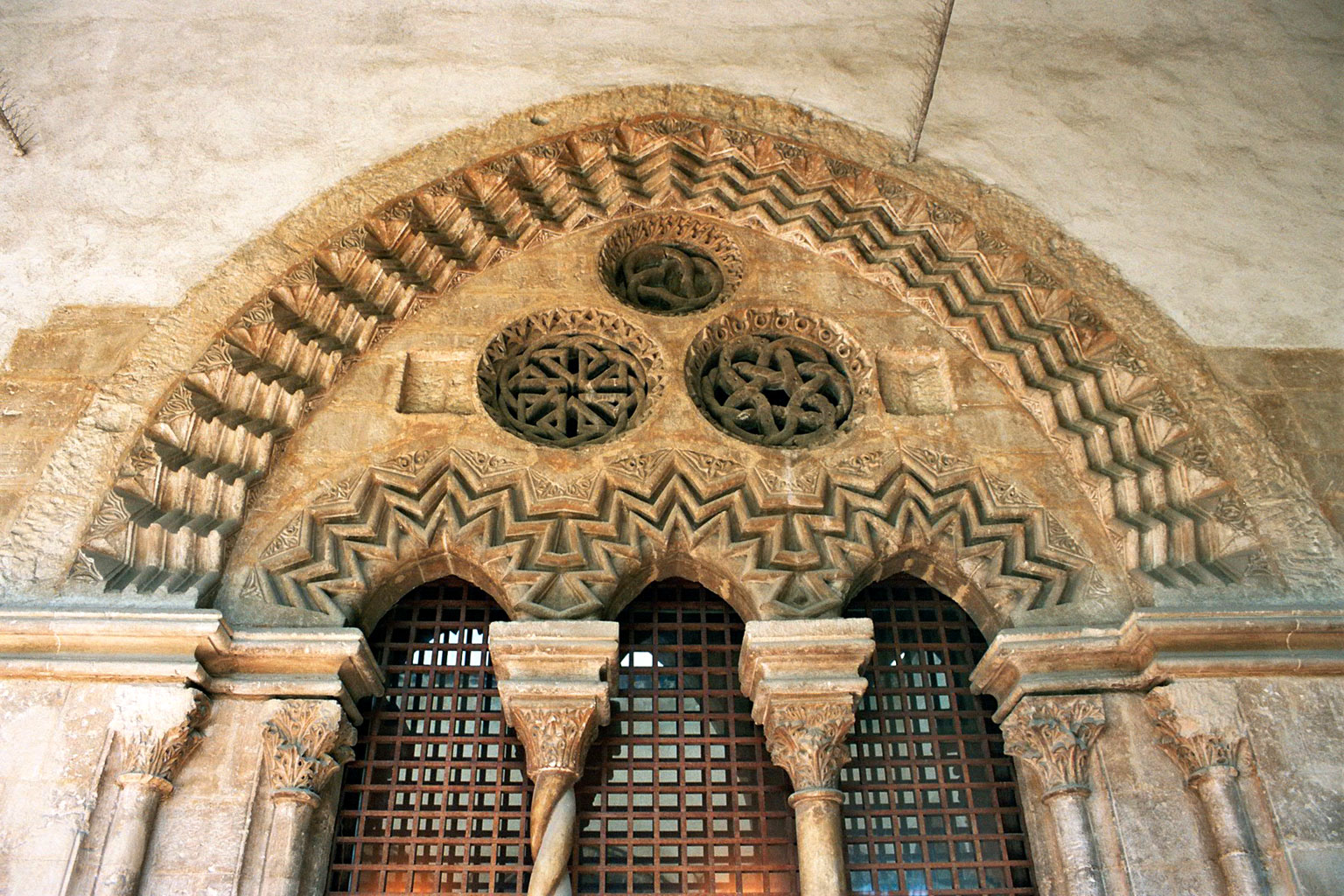
Particolare della facciata di Palazzo Chiaramonte-Steri.

Coevo è Palazzo Chiaramonte detto Steri, in piazza Marina, già sede e carcere dell'inquisizione e attualmente sede del rettorato palermitano. Il Palazzo Conte Federico, ubicato tra la Via dei Biscottari e la Piazza Conte Federico, dentro le primitive mura della città punica, è uno dei più antichi edifici di Palermo. La sua torre arabo-normanna, denominata Torre di Scrigno, è infatti datata al XII secolo. Del 1473 palazzo Termine, poi Marassi e quindi Alliata di Pietratagliata, mentre risale al 1490 la costruzione del Palazzo Ajutamicristo, noto soprattutto per gli sfarzosi interni.

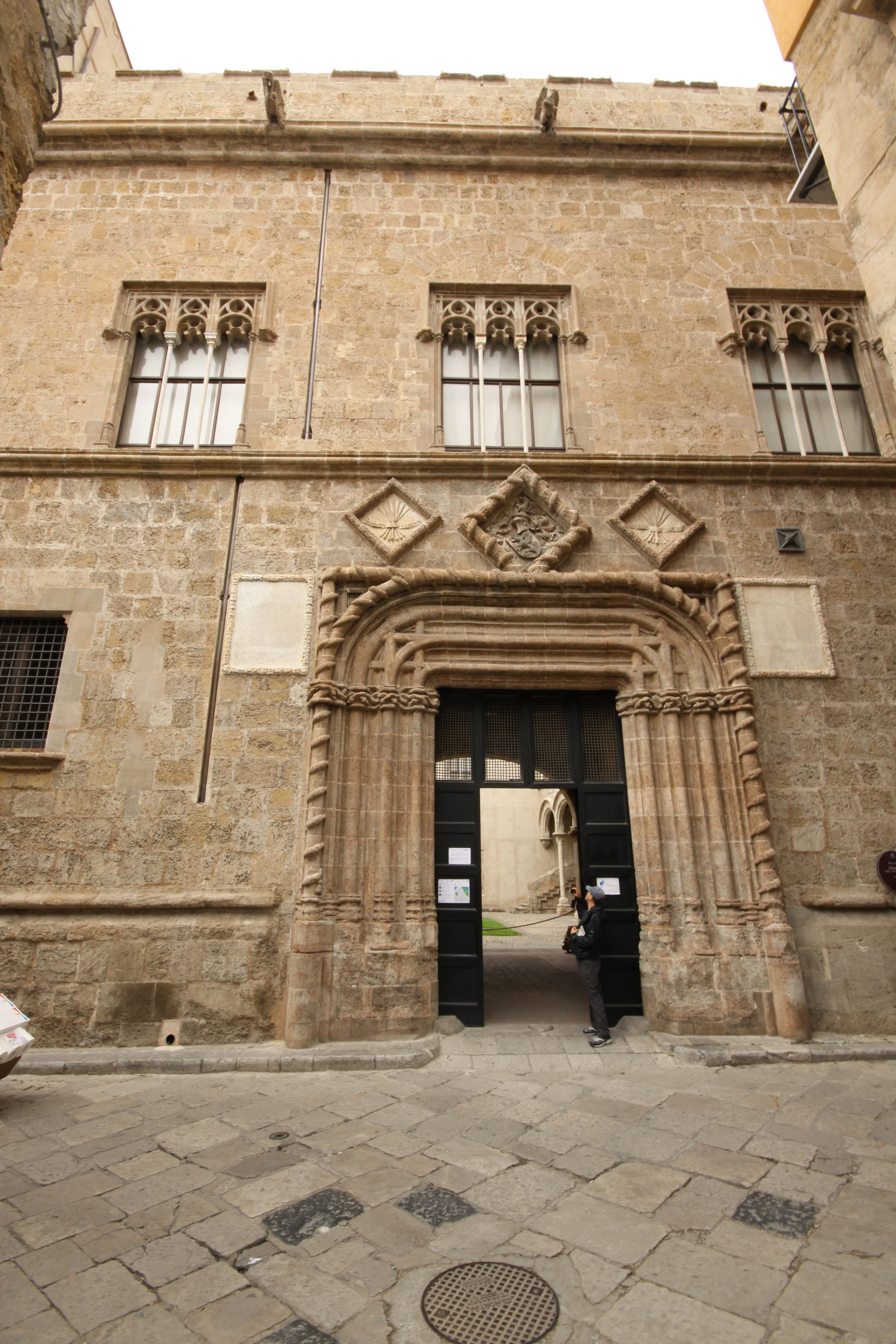
Portale gotico di Palazzo Abatellis.

Nel 1495 venne edificato il Palazzo Abatellis, progettato da Matteo Carnilivari in stile catalano: ospita la Galleria Regionale d'arte Moderna e Medievale. Pure tardo quattrocentesco è Palazzo Bonet, sede della GAM di Palermo.
Tra i numerosi edifici cinquecenteschi vanno menzionati: il Palazzo Alliata di Villafranca, che presenta stili che vanno dal tardo gotico al rococò sino ad arrivare al neoclassicismo e al neogotico, ed è situato nella scenografica Piazza Bologni; il Palazzo Scavuzzo, sito in Piazza Rivoluzione; il Palazzo Castrone-Santa Ninfa, a pochi passi dal piano della Cattedrale; il Palazzo Branciforte, in via Bara dell'Olivella; il Palazzo Bordonaro, il nucleo originario di Palazzo Bonocore, poi modificato come si vede nella prima metà del XIX secolo, tra gli edifici che fanno da cornice a Piazza Pretoria.

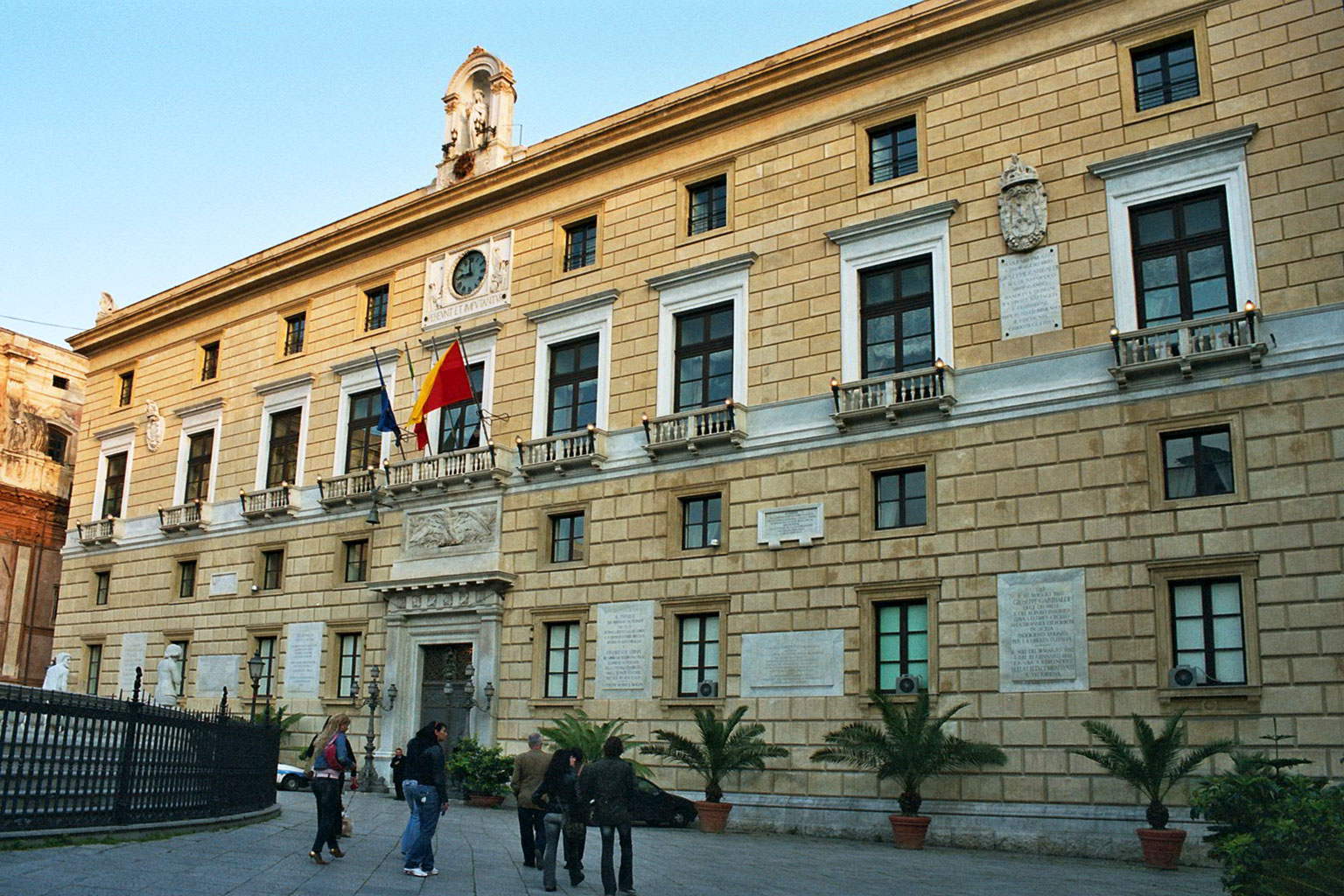
Palazzo Pretorio detto anche Palazzo delle aquile.

Nel 1583 fu eretta la Porta Nuova, sul modello di uno degli archi trionfali effimeri, eretti in città al passaggio dell'imperatore Carlo V. La versione esistente risale al 1669 ed è caratterizzata da una copertura a piramide ricoperta di maioliche colorate. Collegata al Palazzo dei Normanni, e, quindi, alle antiche mura cittadine, è il fondale monumentale del Cassaro o via Toledo. Tra le tante testimonianze della Palermo barocca, va inoltre ricordato Palazzo Asmundo.
Palazzo Mirto, di proprietà per quattro secoli dei Filangieri, e poi dei Lanza Filangieri Principi di Mirto, è ubicato alla Kalsa. La costruzione dell'edificio si colloca tra la fine del Cinquecento e l'inizio del Seicento, ma con parti risalenti al XIII secolo. L'interno è arredato con magnificenza, con opere d'arte che vanno dal XVII al XIX secolo. Del Seicento è anche il Loggiato San Bartolomeo, adiacente a Porta Felice.
Situato nei pressi della Galleria d'arte moderna Sant'Anna, il Palazzo Valguarnera-Gangi è stato ristrutturato nel XVIII secolo.

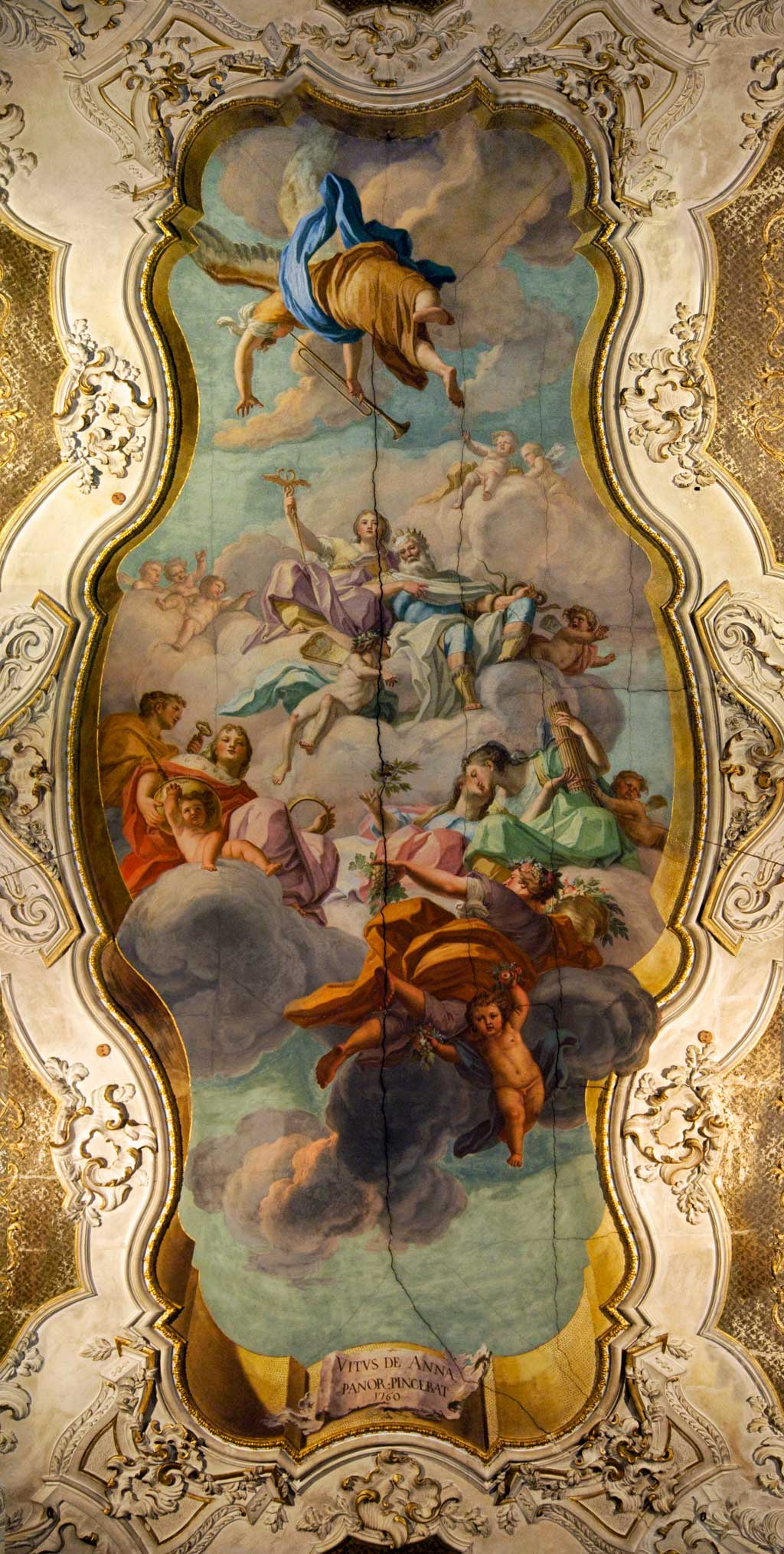
Vito D'Anna, Apoteosi di Palermo, 1760.

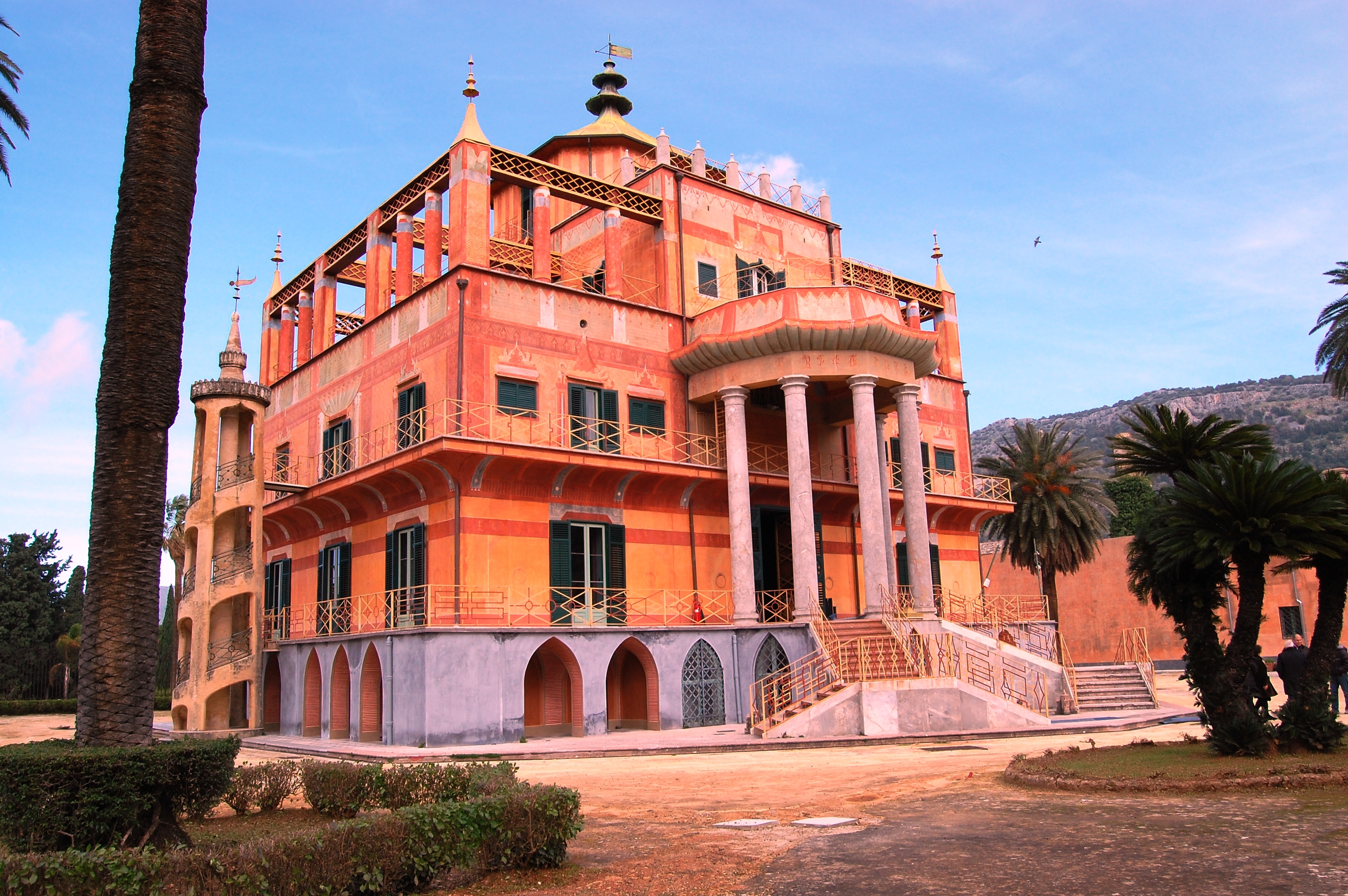
Palazzina Cinese.

Palazzo Isnello presenta una facciata post-barocca del 1750 che precorre il neoclassicismo. Al suo interno si trova l'Apoteosi di Palermo, di Vito D'Anna, capolavoro della pittura rococò siciliana nonché una delle otto rappresentazioni iconiche del Genio di Palermo. Palazzo Comitini, sito in via Maqueda e già sede della Provincia Regionale di Palermo, presenta interni ricchi di stucchi, soffitti affrescati e opere d'arte, tra cui due tele di Renato Guttuso. Il Palazzo Valguarnera-Gangi, noto per essere stato scelto dal regista Luchino Visconti come set di una delle più affascinanti scene della celebre pellicola Il Gattopardo: la scena della festa e del ballo, è una delle più importanti dimore nobiliari della Sicilia. Di origine probabilmente cinquecentesca, l'aspetto del palazzo è il risultato di un'importante opera di ristrutturazione, voluta nella seconda metà del Settecento dal principe Pietro Valguarnera. Palazzo Butera, affacciato sul Foro Italico, sebbene abbia un impianto databile alla seconda metà del XVII secolo, presenta una configurazione architettonica di epoca settecentesca. Completato nel 1784, Palazzo Riso, è un esempio del passaggio dallo stile tardo Barocco siciliano al Neoclassicismo per opera di Giuseppe Venanzio Marvuglia, come lo era l'adiacente Palazzo Ventimiglia di Geraci, distrutto dopo i bombardamenti del 1943.
Sia per la "moda della villeggiatura", ma anche per l'aumento della pressione fiscale intra moenia e per la volontà dei nobili di tenere sotto controllo la produzione dei loro fondi agricoli, nel XVIII secolo la zona limitrofa della città muta considerevolmente per il sorgere di numerose ville neoclassiche.
Tra esse vanno ricordate: la maestosa Villa Belmonte all'Acquasanta, realizzata da Giuseppe Venanzio Marvuglia in stile neoclassico in ogni suo aspetto, dalle volumetrie alle decorazioni, ed impreziosita da un tempietto circolare composto da dodici colonne corinzie; nonché Villa Niscemi, Villa Malfitano Whitaker, Villa Trabia, Villa Camastra, Villa Boscogrande, Villa Lampedusa, Villa Raffo.
Neoclassici sono i due Palchetti della Musica: il primo del 1844, sito nella spianata del Foro Italico, progettato per ospitare i concertini domenicali da Domenico Lo Faso Pietrasanta e da Carlo Giachery; il secondo, del 1875, sito in Piazza Castelnuovo, voluto dalla famiglia Ingham.
Tra la fine del Settecento e il 1814 nasce il Palazzo d'Orléans, oggi sede della Presidenza della Regione Sicilia. Edificato in stile neogotico alla metà del XIX secolo è il Palazzo Forcella De Seta.
Da menzionare inoltre il Palazzo delle Finanze con il suo pronao dorico-siculo di Emmanuele Palazzotto. Particolarmente originale è la Palazzina Cinese
di Giuseppe Venanzio Marvuglia, dimora di villeggiatura di Ferdinando IV, all'interno della tenuta di caccia del "Real parco della favorita", che unisce i canoni dell'architettura neoclassica con l'eclettismo del tempo di ispirazione orientale, così come anche per la Camera delle meraviglie.
Nel 1885 iniziò la realizzazione di una nuova arteria, Via Roma, che collegasse la stazione ferroviaria con la zona portuale, per cui vennero demoliti numerosi edifici. All'inizio del XX secolo, la città comincia a estendersi fuori le mura verso nord, soprattutto lungo una nuova strada chiamata via Libertà. In questo quartiere vengono costruite numerose ville e palazzi in stile eclettico e liberty, da parte di molti architetti, tra i quali Giovan Battista Palazzotto, Francesco Paolo Palazzotto, Ernesto Basile, dei suoi allievi e di tanti altri professionisti. La città mostra nuovi fermenti in più settori, quali l'economico, l'industriale, il culturale, l'artistico, l'architettonico, ecc., grazie anche all'intraprendenza di più famiglie, come i Florio, i Whitaker, i Sandron, i Ducrot, i Basile, i Rutelli, gli Utveggio, e altre. Si rinnova, dotandosi di nuovi ospedali, teatri, come il celebre Teatro Massimo, il Politeama Garibaldi, il Teatro Biondo e altri edifici pubblici. Il crollo economico della famiglia Florio, segnerà la fine di quest'epoca.
Paradigmatico di ciò è il destino di Villa Igiea (inizialmente concepita come villa privata della famiglia Florio, poi divenuto albergo), costruita alla fine del XIX secolo su progetto dell'architetto Ernesto Basile, che ha concepito sia l'architettura, sia le decorazioni, sia il mobilio dell'edificio in puro stile Liberty.
Fra i molti villini liberty vanno ricordati il Villino Florio,

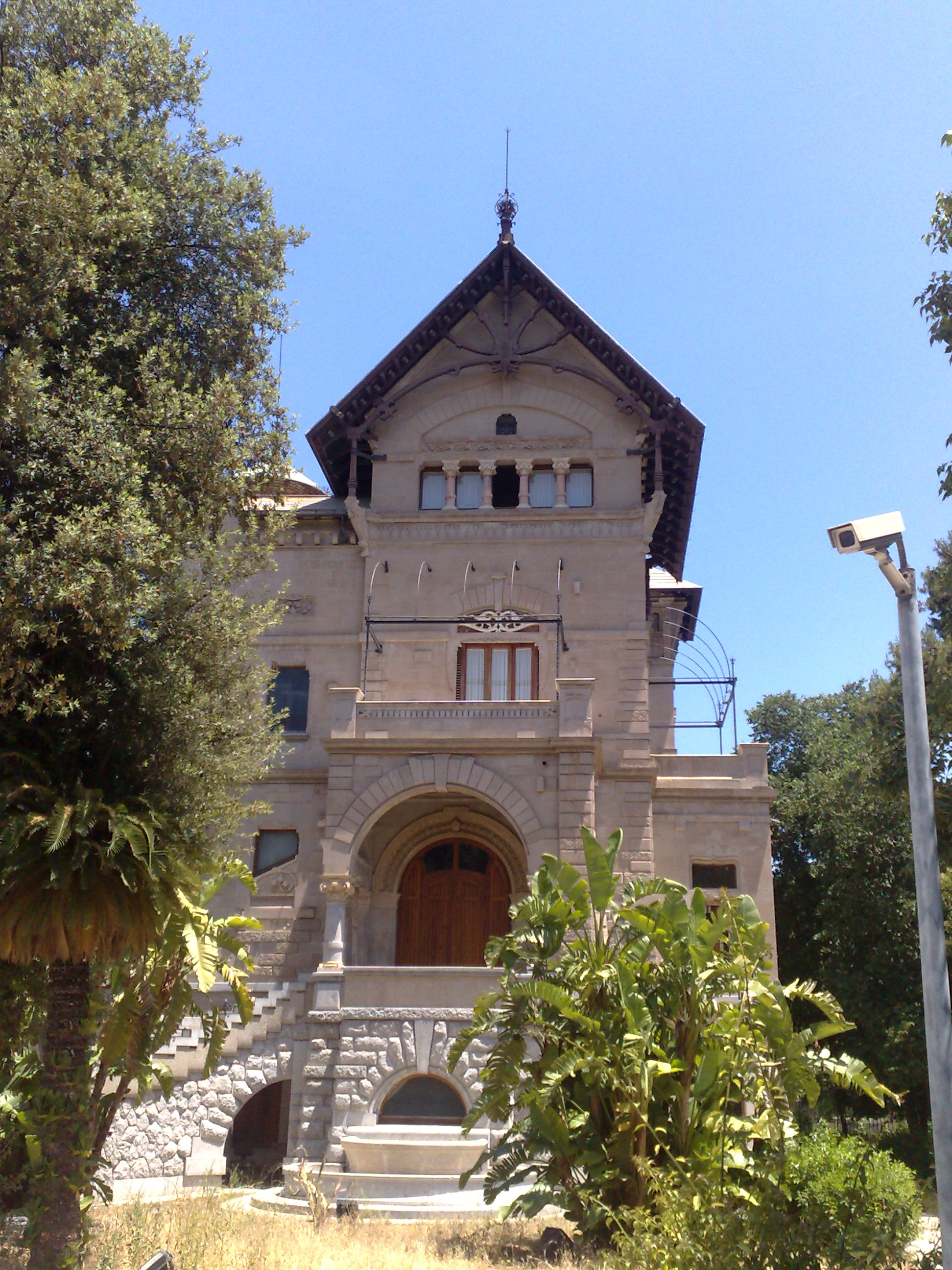
Villino Florio

che con il suo stile eclettico rappresenta un magnifico esempio dell'Art Nouveau, messa in luce da Ernesto Basile, e il Villino Favaloro, progettato dal padre Giovan Battista Filippo Basile. La maggior parte delle altre ville verranno demolite, per far posto ad alti edifici di nuova costruzione; rimarranno, fantasmi di quel periodo di effervescenza, le residenze borghesi nella borgata di Mondello, che diventerà in breve tempo la spiaggia preferita dei palermitani. L'esempio più significativo di liberty a Mondello è lo stabilimento balneare, realizzato nel 1912 dalla società italo-belga, costruito sull'acqua dalla nota impresa di costruzioni d'epoca della famiglia di architetti e imprenditori Rutelli.

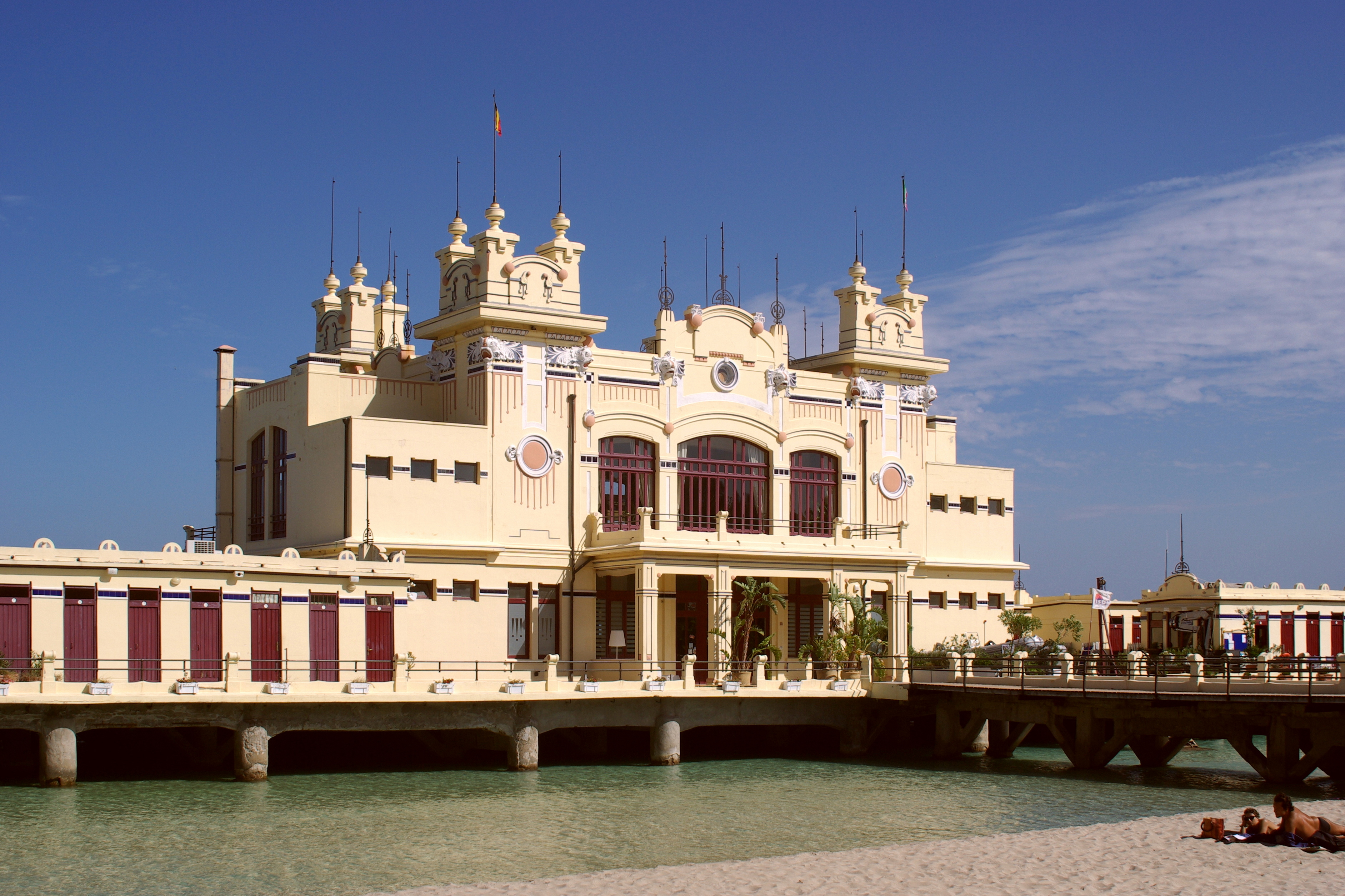
L'antico stabilimento balneare di Mondello costruito a palafitta sul mare.

Altri esempi architettonici particolarmente rilevanti sono il Chiosco Ribaudo in piazza Castelnuovo, i Chioschi Ribaudo in piazza Verdi, il Kursaal Biondo e Palazzo Dato.
Durante l'epoca fascista l'architettura ufficiale, finalizzata all'esaltazione del regime vigente, assume connotati dall'aspetto maestoso, che si ispirano alla romanità e alla cultura latina, tipici del Neoclassicismo, spesso mescolati all'ondata della nuova corrente del Futurismo. Vengono costruiti importanti edifici pubblici quali: il Palazzo di Giustizia (progettato nel 1938 ma ultimato nel 1957 dagli architetti Gaetano ed Ernesto Rapisardi in puro stile razionalista italiano); in via Roma il Palazzo delle Poste  e la casa del fascio, oggi Caserma dei Vigili del Fuoco,

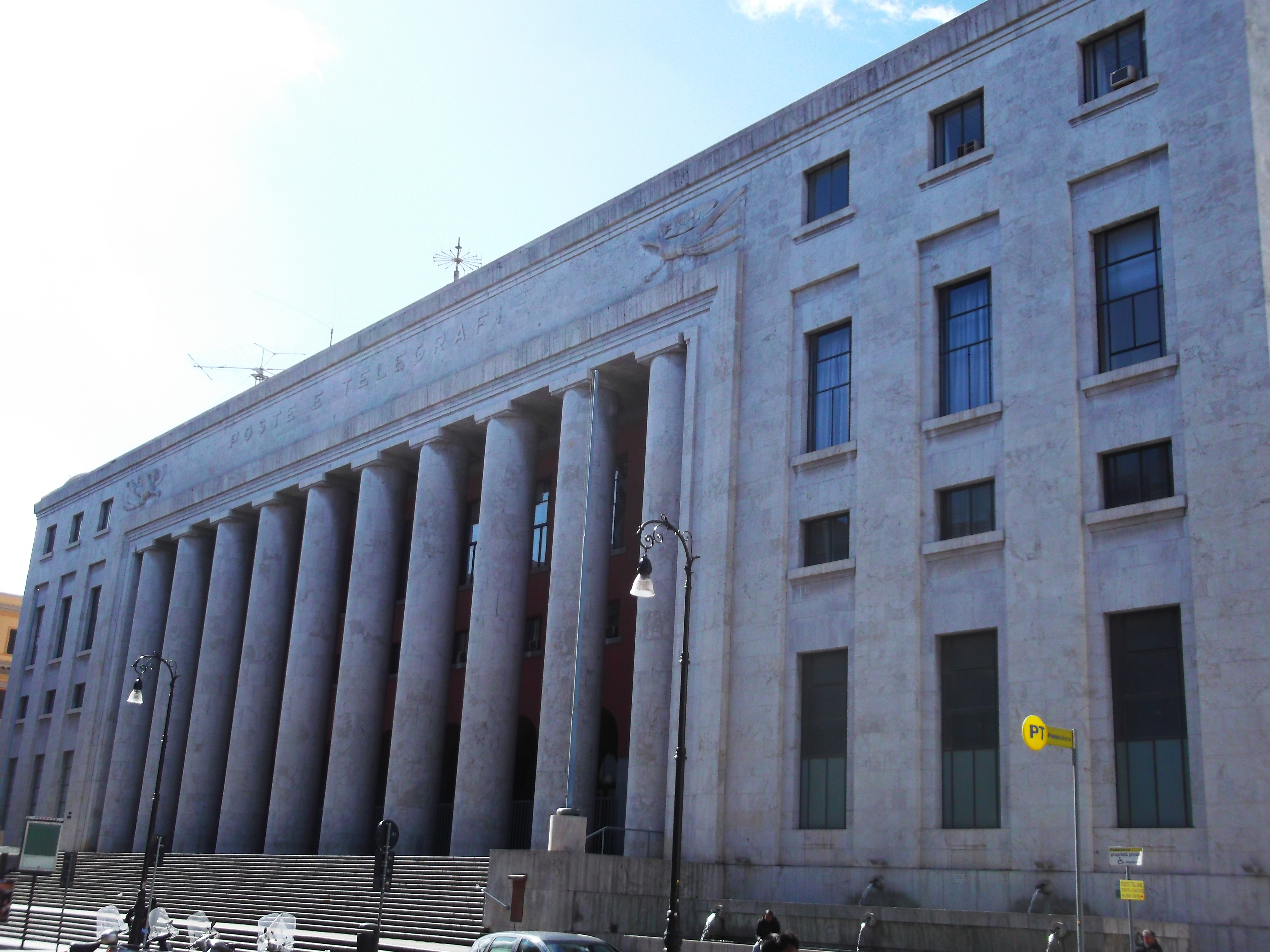
Palazzo delle poste.

primi esempi di edifici in cemento armato in città. Degni di nota sono pure l'Ingresso monumentale di via Roma, la Sede del Banco di Sicilia in via Roma e la Casa del Mutilato. Viene pure edificato un quartiere di case popolari, il Littorio, in Via Libertà, con la tecnica dei muri portanti in mattoni di laterizi, estranei all'uso locale, che è rimasto il più razionale esempio di edilizia popolare in città.
Durante gli anni successivi alla seconda guerra mondiale, a causa della devastazione della guerra, si è avuto l'abbandono da parte dei cittadini del centro urbano originario e lo spostamento verso le periferie, soprattutto verso nord nella "piana dei Colli". L'immigrazione dalla provincia ha determinato un boom della popolazione e, quindi, edilizio senza precedenti, creando ex novo nuovi quartieri residenziali, composti principalmente da palazzi in cemento armato. In questa fase in città hanno lavorato importantissimi architetti come: Vittorio Gregotti, il gruppo BBPR, Italo Rota, Gae Aulenti, Manfredi Nicoletti, Carlo Scarpa, Giuseppe Samonà, Carlo Broggi, Gabor Acs e Ludovico Quaroni.
A partire dagli anni 50 vengono costruiti vari quartieri di edilizia pubblica residenziale.  Tra questi i quartieri in via Uditore, nella zona Perpignano, a Borgo Nuovo, nella zona Oreto e di qualità architettonicamente migliore in largo Friuli e soprattutto in via Brigata Verona, quest'ultimo con edifici costruiti su pilastri  ed il terreno lasciato a giardino. Nella zona nord della città negli anni 70 vengono costruiti ZEN (Zona Espansione Nord) e ZEN2, che in breve arrivano costituire veri e propri ghetti, separati dal resto della città.
A partire dagli anni 60 viene costruito il polo universitario di viale delle Scienze. Si ricordano tra gli altri gli edifici della Casa dello Studente, delle Facoltà di Ingegneria, Economia e Commercio, Lettere, Agraria e Scienze.
Alcuni degli edifici più alti della città sono il Grattacielo Ina Assitalia (90 metri) nel centro della città in piazzale Ungheria; Torre Resuttana I (63 metri); Torre Resuttana II (60 metri) il Teatro Massimo (60 metri) e la Torre Sperlinga (59 metri). Altri edifici di interesse sono: il palazzo della sede dell'Enel del 1961, concepito da Giuseppe Samonà secondo i canoni del Brutalismo; Palazzo Amoroso in piazzetta Santo Spirito e la sede della Banca Commerciale Italiana (oggi Intesa Sanpaolo) in via Mariano Stabile, entrambe opere del celebre gruppo BBPR; la piscina olimpionica comunale, costruita tra il 1963 e 1970 su progetto dell'architetto Gianni Pirrone; la sede regionale della Rai, edificata nel 1980 in viale Strasburgo e i postmoderni nuovi edifici del tribunale, progettati nel 1981, siti proprio dietro il Palazzo di Giustizia.

### Mura e porte di Palermo
Le prime mura furono costruite nel periodo punico, poi ampliate dagli arabi e dai normanni. Tra gli altri reperti sono visibili alcune porzioni della cinta bastionata cinquecentesca, che fino alla fine del XVIII secolo circondava il centro cittadino In particolare sono integri alcuni bastioni, porte urbane e piccoli tratti delle cinta murarie, che sono state risparmiate dall'urbanizzazione ottocentesca, oltre ad alcune torri di avvistamento.
Di alcune porte sono rimasti solo i nomi. Tra le esistenti ricordiamo: la già citata porta Nuova del 1669; Porta Sant'Agata, costruita in pietra grezza e grossi blocchi di tufo, che presenta una fessura dalla tipica forma del periodo Normanno.
L'ingresso più recente di epoca fascista in stile modernista: è l'ingresso monumentale di via Roma.

### Teatri
- Teatro Massimo Vittorio Emanuele: è il più grande teatro d'Italia e uno dei più grandi teatri lirici d'Europa (il terzo per dimensioni dopo l'Opéra national de Paris e Staatsoper a Vienna)[4] ed è famoso nel mondo per l'acustica perfetta con la sua sala a ferro di cavallo[5];
- Politeama Garibaldi: il secondo teatro della città per grandezza e importanza è progettato da Giuseppe Damiani Almeyda in stile neoclassico "pompeiano" e l'ingresso è costituito da un arco di trionfo sormontato dalla quadriga bronzea di Apollo, opera di Mario Rutelli;
- Teatro Garibaldi: Il teatro venne inaugurato nel 1861 da Giuseppe Garibaldi, che vi fece un discorso alla folla[6].;
- Teatro Biondo: inaugurato nel 1903 è in puro stile ottocentesco, ma dotato di suggestivi arredi in stile liberty;
- Teatro al Massimo: il teatro in stile liberty venne progettato dall'architetto Giovan Battista Santangelo, che proveniva dalla scuola del Basile, e venne ultimato nel 1924;
- Teatro di Verdura: essendo all'aperto, viene utilizzato durante l'estate per le rappresentazioni del Teatro Massimo[7];
- Teatro Santa Cecilia: fondato dall'Unione dei Musici nel 1692, fu fino alla metà del XIX secolo il teatro più importante della città[8]. Ospita i concerti e gli eventi culturali della Fondazione Brass Group.
- Teatro Zappalà: venne fondato il 9 febbraio 1996 da Franco Zappalà e da suo fratello Nino;
- Teatro Libero: nato nel 1968 è il teatro palermitano, in cui vengono rappresentati spettacoli di sperimentazione;
- Teatro Ditirammu: è il teatro del canto e della tradizione popolare;
- Teatro Lelio: è un teatro contemporaneo della città, situato in una zona residenziale
- Teatro Nuovo Montevergini: il primo complesso venne costruito alla fine del XV secolo e adibito a convento di Santa Maria delle Grazie di Montevergini. Nel 1997 il comune appaltò i lavori di recupero dell'intero immobile, che è diventato sede di un teatro, ma anche locale notturno nei locali adiacenti[9];
- Teatro Bellini: nel quartiere Kalsa, il "Regio Teatro Carolino", costruito nel 1726 fu ribattezzato "Teatro Bellini" solo nel 1848[10].

### Piazze

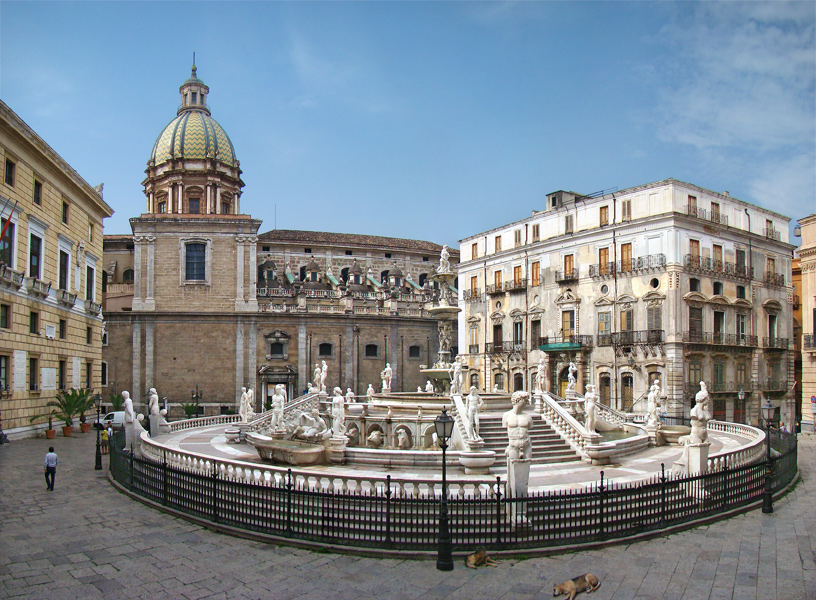
Piazza Pretoria.

Piazza Pretoria, incorniciata dal Palazzo delle Aquile, la Chiesa di Santa Caterina, Palazzo Bonocore e, oltre la Via Maqueda, dal prospetto laterale della Chiesa di San Giuseppe dei Teatini, presenta al centro l'imponente fontana rinascimentale di Francesco Camilliani. 
L'incrocio tra via Vittorio Emanuele II (detto Cassaro) e via Maqueda crea la piazza ottagonale, che rappresenta il centro della città antica, Piazza Vigliena (detta anche teatro del sole), racchiusa da quattro prospetti architettonici (conosciuti come quattro canti). Le due strade formano la cosiddetta croce barocca che suddivide la città in quattro parti (detti mandamenti): Kalsa, La Loggia, Seralcadio, Albergheria. 

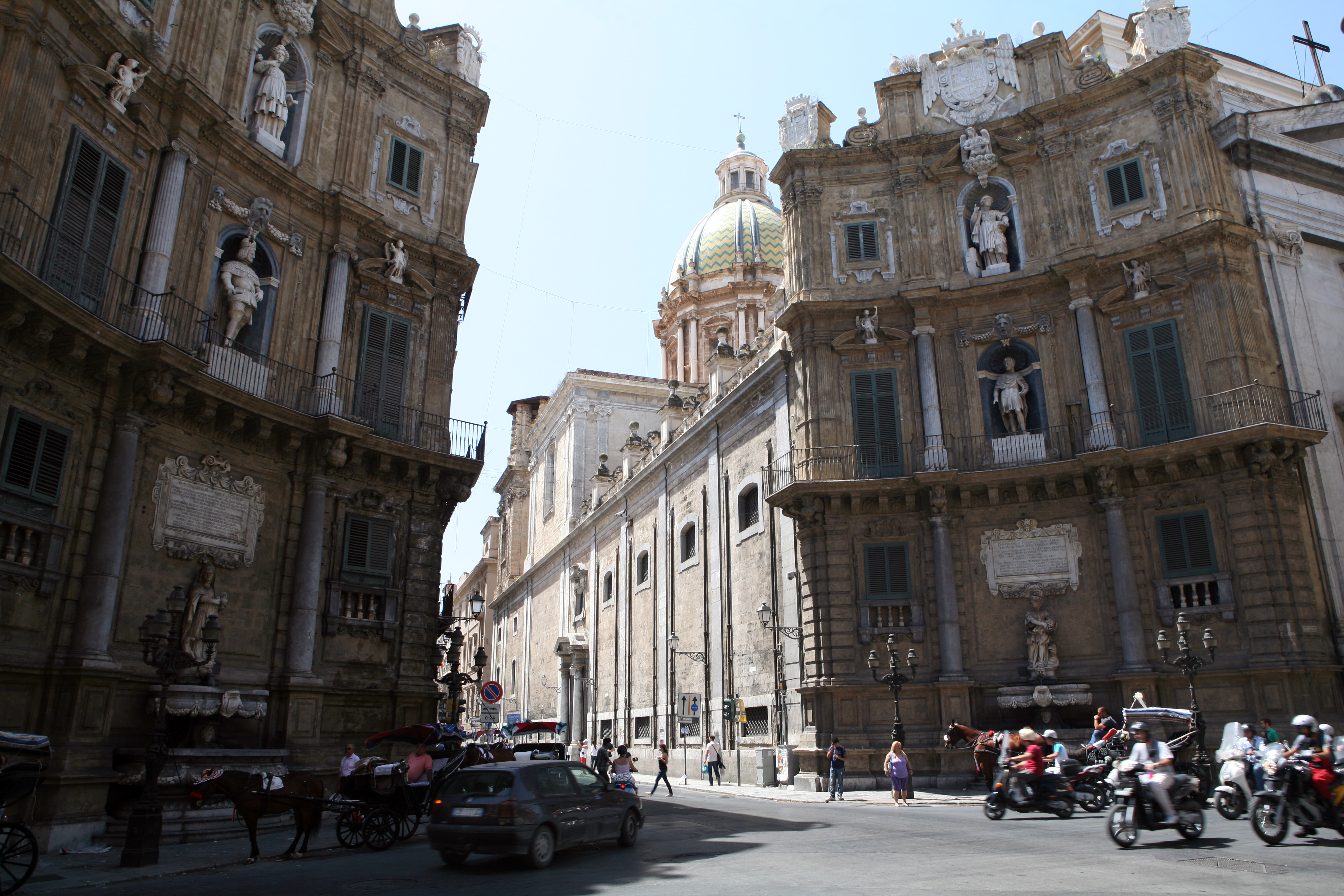
I Quattro Canti: monumento simbolo dei viceré spagnoli.

 I canti sono articolati su più livelli, con fontane che rappresentano i fiumi storici della città (Oreto, Kemonia, Pannaria, Papireto), allegorie delle quattro stagioni, statue di sovrani spagnoli (Carlo V, Filippo II, Filippo III e Filippo IV) e infine, nell'ordine superiore, le quattro sante patrone di Palermo (Sant'Agata, Santa Ninfa, Santa Oliva e Santa Cristina), che prima dell'avvento di Santa Rosalia proteggevano ognuna un mandamento di Palermo.
Piazza Indipendenza, collocata alle spalle del Palazzo reale, poco oltre Porta Nuova, presenta al centro un ampio giardino di pini e palme e un obelisco in memoria dei martiri dell'indipendenza, progettato da Giambattista Basile nel 1866. 
Davanti al Palazzo Steri Chiaramonte si estende l'ampia Piazza Marina, che contiene il Giardino Garibaldi, ridefinito da Giambattista Basile nel 1863 e dominato da imponenti ficus magnolioides. Tra le piante, busti marmorei dedicati a Giuseppe Garibaldi, Rosolino Pilo, Giovanni Corrao, Joe Petrosino, ucciso in questa piazza nel 1909, e altri. 
Tra la chiesa di San Domenico e la via Roma si apre piazza San Domenico, con al centro di essa la Colonna dell'Immacolata, del 1726. Tutt'intorno alla colonna, proprio nel centro esatto della piazza, vi è una formazione circolare di statue marmoree raffiguranti alcuni tra i più grandi cardinali del passato della città. 
Su Corso Vittorio Emanuele II si apre invece la Piazza Bologni, piazza quadrangolare su cui si affacciano palazzo Belmonte-Riso, palazzo Alliata di Villafranca e palazzo Ugo delle Favare. Al centro la statua di Carlo V, opera di Scipione Li Volsi, del 1630. 
Piazza Castelnuovo e l'adiacente Piazza Ruggero Settimo formano un unico ampio spazio, comunemente chiamato Piazza Politeama, che contiene un Palchetto della Musica e diverse opere scultoree in pietra di Billiemi o in bronzo.
Piazza del Parlamento, antistante il Palazzo dei Normanni, presenta il Teatro Marmoreo di Re Filippo V di Spagna, un gruppo scultoreo monumentale, opera dello scultore barocco Gaspare Guercio e di Carlo D'Aprile, realizzato nel 1662 per celebrare la gloria di Filippo IV d'Asburgo, re di Spagna e di Sicilia, ma di cui l'attuale statua, realizzata da Nunzio Morello nel 1856 in sostituzione della precedente, rappresenta Filippo V di Spagna. 
Piazza Vittorio Veneto, situata al termine del Viale della Libertà, presenta al centro un imponente monumento circondato da un colonnato a forma di esedra, entrambi progettati da Ernesto Basile. Il monumento, inaugurato nel 1911 e dedicato alla Libertà, è costituito da una grande scalinata e da un ampio basamento culminante con un obelisco alto 28,60 metri, sulla cui sommità svetta una statua in bronzo raffigurante la Vittoria alata di Mario Rutelli. Risulta arricchito da opere in bronzo di Antonio Ugo, e da targhe, palme e festoni di Giuseppe Geraci. Fu Monumento alla Libertà fino al 1931, quando il regime fascista cambiò il nome in Monumento ai Caduti, in memoria dei caduti della prima guerra mondiale. 
A queste si aggiungono Piazza Verdi, Piazza Marina, Piazza della Vittoria, Piazza Giulio Cesare, Piazza Bellini, Piazza Rivoluzione, Piazza Magione, Piazza Garraffello.